# Pavillon de la Consigne
Le pavillon de la Consigne est un édifice situé dans la ville de Toulon, dans la Provence-Alpes-Côte d'Azur dans le Var.
Le pavillon de la Consigne et sa grille d'entrée sont inscrits au titre des monuments historiques par arrêté du 17 septembre 1943.